# Astragalus pseudonobilis
Astragalus pseudonobilis är en ärtväxtart som beskrevs av Mikhail Grigoríevič Popov. Astragalus pseudonobilis ingår i släktet vedlar, och familjen ärtväxter. Inga underarter finns listade i Catalogue of Life.